# عبتنة (حديبو)

تعديل مصدري - تعديل

عبتنة هي إحدى قرى مديرية حديبو التابعة لمحافظة سقطرى، بلغ تعداد سكانها 22 نسمة حسب تعداد اليمن لعام 2004.